# Bitwa pod St. Fagans

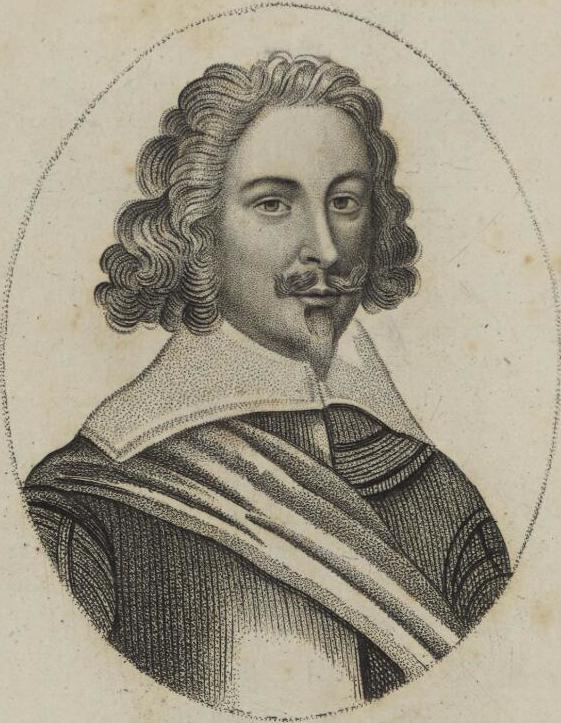
Rowland Laugharne

Bitwa pod St. Fagans (zwana też bitwą pod Cardiff) – starcie zbrojne, które miało miejsce 8 maja 1648 podczas angielskiej wojny domowej (1642–1651).
W kwietniu 1648 wojska parlamentarne w Walii, od dłuższego czasu nie opłacone, zajmowały się zwalczaniem rojalistowskiej rebelii dowodzonej przez pułkownika Poyera. Siły Parlamentu walczące w Walii wzmocnili wkrótce generał major Rowland Laugharne oraz pułkownik Rice Powel.
Pułkownik Thomas Horton z 3 000 dobrze wyszkolonych żołnierzy, z których około połowę stanowili dragoni, został wysłany przez T.Fairfaxa by zabezpieczyć władzę Parlamentu nad południową Walią i skruszyć rebelię. Laugharne chciał pobić Hortona, zanim ten zostanie wzmocniony przybyciem armii Cromwella. Zatem 8 maja z armią liczącą około 8 000 żołnierzy, złożoną z około 7 500 piechoty i 500 jazdy, Laugharne zaatakował wojska Parlamentu dowodzone przez Hortona, obozujące w okolicach wioski St. Fagans w Glamorganshire.
Mniejsza armia Parlamentu rozgromiła wojska Laugharne'a, ponad 200 Rojalistów zostało zabitych i aż 3 000 wzięto do niewoli. Z resztkami swych sił Laugharne wycofał się by dołączyć w Pembroke do pułkownika Poyera. Horton pomaszerował na Tenby Castle, broniony przez około 500 Rojalistów pod wodzą pułkownika Powela.
Cromwell z inną armią Parlamentu złożoną z 3 regimentów piechoty i dwóch pułków jazdy w dniu bitwy dotarł do Gloucester. Zostawił pułkownika Ewera z małymi siłami, by oblegał rojalistowski garnizon w Chepstow Castle, którym dowodził Nicholas Kemoys i ruszył, by dołączyć do Hortona w Tenby docierając na miejsce 15 maja. Zostawiając Hortonowi dość sił, by poradził sobie z Powelem, Cromwell ruszył z resztą swej armii by rozpocząć oblężenie Pembroke.